# Nam Lăng
Nam Lăng (chữ Hán giản thể: 南陵县, Hán Việt: Nam Lăng huyện) là một huyện thuộc địa cấp thị Vu Hồ, tỉnh An Huy, Cộng hòa Nhân dân Trung Hoa. Huyện này có diện tích 1263,7 km2, dân số 545.000 người. Về mặt hành chính, huyện Nam Lăng được chia thành 8 trấn: Tịch Sơn, Dặc Giang, Hứu Trấn, Tam Lý, Hà Loan, Công Sơn, Gia Phát, Yên Đôn. 